# Norbert Leo Butz
Norbert Leo Butz (Saint Louis, 30 gennaio 1967) è un attore e cantante statunitense, noto soprattutto come interprete di musical a Broadway.

## Biografia
Debutta a Broadway nel 1996 quando sostituisce Adam Pascal nel ruolo principale del musical Rent e nel 1999 interpreta il ruolo del Maestro delle Cerimonie nel tour statunitense di Cabaret con la regia di Sam Mendes. Nel 2001 debutta a Chicago come protagonista del musical di Jason Robert Brown The Last Five Years e nel 2002 lavora nuovamente in questo musical insieme a Sherie Rene Scott a New York, ricevendo una candidatura al Drama Desk Award al miglior attore protagonista in un musical. Sempre nel 2002 canta in uno speciale concerto di Carousel con Hugh Jackman, Audra McDonald e Judy Kaye, prende parte al primo workshop del musical che diventerà Next to Normal e recita a Broadway in Thou Shalt Not (per cui è candidato al Tony Award al miglior attore non protagonista in un musical).
Nel 2003 interpreta il principe Fiyero nella produzione originale di Broadway del musical Wicked, con Idina Menzel, Kristin Chenoweth ed il premio oscar Joel Grey. Nel 2005 torna a Broadway con il musical Dirty Rotten Scoundrels e per la sua performance vince il Drama Desk Award, Drama League Award, Outer Critics Circle Award ed il Tony Award al miglior attore protagonista in un musical. Nel 2011 vince un secondo Tony al miglior attore protagonista in un musical per Catch Me If You Can, il musical che ha interpretato insieme ad Aaron Tveit. Nel 2015 partecipa con il ruolo di Kevin Rayburn alla serie televisiva statunitense Bloodline, trasmessa dalla piattaforma Netflix. Nel 2018 torna a Broadway con un revival di My Fair Lady e per la sua performance nel ruolo di Alfred Doolittle viene candidato al Tony Award al miglior attore non protagonista in un musical.

## Filmografia parziale

### Cinema
- Went to Coney Island on a Mission from God... Be Back by Five, regia di Richard Schenkman (1998)
- L'amore secondo Dan (Dan in Real Life), regia di Peter Hedges (2007)
- Fair Game - Caccia alla spia (Fair Game), regia di Doug Liman (2010)
- Higher Ground, regia di Vera Farmiga (2011)
- Greetings from Tim Buckley,  regia di Daniel Algrant (2012)
- Disconnect, regia di Henry Alex Rubin (2012)
- The English Teacher, regia di Craig Zisk (2013)
- La formula della felicità (Better Living Through Chemistry), regia di Geoff Moore e David Posamentier (2014)
- Luce, regia di Julius Onah (2019)
- Wonder Park, regia di Dylan Brown (2019) – voce
- Good Posture, regia di Dolly Wells (2019)
- Give or Take, regia di Paul Riccio (2020)
- Una vita in fuga (Flag Day), regia di Sean Penn (2021)
- Meglio Nate che niente (Better Nate Than Ever), regia di Tim Federle (2022)
- L'esorcista - Il credente (The Exorcist: Believer), regia di David Gordon Green (2023)
- A Complete Unknown, regia di James Mangold (2024)

### Televisione
- Law & Order: Criminal Intent – serie TV, un episodio (2009)
- The Deep End – serie TV, 6 episodi (2010)
- CSI - Scena del crimine (CSI: Scene Crime Investigation) – serie TV, episodio 11x07 (2010)
- Blue Bloods – serie TV, un episodio (2011)
- The Good Wife – serie TV, un episodio (2011)
- Mercy Street – serie TV, 12 episodi (2016-2017)
- Bloodline – serie TV, 33 episodi (2015-2017)
- The First – serie TV, episodi 1x01-1x02 (2018)
- Fosse/Verdon – miniserie TV, 7 puntate (2019)
- Madam Secretary – serie TV, episodi 6x08-6x09 (2019)
- Debris – serie TV, 13 episodi (2021)
- Justified: City Primeval – serie TV, 8 episodi (2023)

## Teatro (parziale)
- Rent, Broadway (1997)
- Cabaret, tournée statunitense (1999)
- The Last Five Years, Off-Broadway (2002)
- Carousel, Carnegie Hall (2002)
- Wicked, Broadway (2003)
- Catch Me If You Can, Broadway (2011)
- My Fair Lady, Broadway (2019)

## Doppiatori italiani
Nelle versioni in italiano delle opere in cui ha recitato, Norbert Leo Butz è stato doppiato da:
- Alessio Cigliano in Bloodline, The First, Luce, Fosse/Verdon
- Roberto Draghetti in L'amore secondo Dan, Disconnect, The English Teacher
- Francesco Bulckaen in Meglio Nate che niente, Justified: City Primeval
- Massimiliano Lotti in Law & Order: Criminal Intent
- Sandro Acerbo in Higher Ground
- Sergio Lucchetti in CSI - Scena del crimine
- Gianluca Machelli in Blue Bloods
- Francesco Prando in The Good Wife
- Francesco Sechi ne La formula della felicità
- Dario Oppido in Una vita in fuga
- Fabrizio Pucci in L'esorcista - Il credente
- Fabrizio Vidale in A Complete Unknown